# Marian Munteanu
Marian Teofan Dragoș Munteanu (n. 19 iunie 1962, comuna Grădiștea, Giurgiu) este un etnolog, profesor și activist politic român contemporan. Membru al rezistenței împotriva dictaturii comuniste, a fost unul dintre reprezentanții marcanți ai mișcărilor pentru drepturi civile și instaurare a democrației în România (1989-1991), lider al demonstrației studențești din Piața Universității, 1990. Este autorul unor cercetări și studii de etnologie, antropologie și folclor, vizând în principal configurarea unei etnologii a libertății
A generat nenumărate controverse datorită poziției pro-legionare, colaborării cu Securitatea și, ca susținător al intereselor Rusiei în România.

## Familia

Teofan Munteanu

Marian  Munteanu s-a născut într-o familie de intelectuali cu rădăcini moldave și aromâne. Tatăl său, Vladimir Munteanu (1930-1992), de profesie inginer, era originar din sudul Basarabiei (Chilia Nouă, județul Ismail), iar mama, Maria Munteanu, profesoară de limba română, este născută în 1940, în Piatra Neamț, județul Neamț, fiind descendentă, pe linie maternă, a unei vechi familii de origine aromână (Moga).
Bunicul său pe linie paternă, Teofan Munteanu (1905 - 1957), învățător și ofițer al armatei române, a fost deținut politic (1940-1956) în lagărele de concentrare de la Vorkuta și Norilsk (Siberia).
Bunicii și părinții săi nu au activat în vreun partid politic înainte de 1989.

## Studii
Marian Munteanu a absolvit Liceul de filologie-istorie „Școala Centrală“ București și apoi Facultatea de Litere a Universității din București, specializarea română-portugheză (1991).
Marian Munteanu a ucenicit, în tinerețe, în preajma gânditorului Petre Țuțea.
A beneficiat de îndrumarea profesorilor George Munteanu, Ernest Bernea, Dumitru Stăniloae și Mihai Pop, iar titlul de doctor în filologie l-a obținut sub conducerea științifică a profesorului Silviu Angelescu.
În 1993 efectuează un stagiu de specializare în științe politice și guvernamentale la Washington, SUA, ca bursier al Național Forum Foundation (Admiral Jeremiah Denton Foundation).
În 2005 devine Doctor al Universității din București, specializarea etnologie și folclor (magna cum laude, 2005), cu teza “Folclorul detenției – Ideea de libertate în cultura tradițională românească”.

## Activitate profesională și științifică
Marian Munteanu a desfășurat activități de cercetare etnologică și folcloristică în regiunile Suceava, Neamț, Hunedoara, Timoc, Făgăraș, Vrancea – în ultimele două, în colective aflate sub coordonarea profesorului Mihai Pop.
Din 1999 Marian Munteanu predă cursuri de etnologie, antropologie, folclor și istoria religiilor la Facultatea de Litere a Universității din București, în calitate de profesor asociat.
Este membru al Asociației de Științe Etnologice din România (ASER) și editor al revistei de etnologie CERC (Cercetări Etnologice Românești Contemporane).
De-a lungul timpului a lucrat ca expert în resurse umane și management la diferite firme de consultanță precum și în domeniul editorial.

## Activitate civică

### Rezistența anticomunistă (1985-1989)
În ultimii ani ai regimului comunist inițiază activități de rezistență activă anticomunistă. Organizează grupuri de tineri, promovând, în special în mediile studențești, valori și repere culturale românești interzise sau marginalizate în timpul regimului comunist. Frecventează unul din cele mai prestigioase grupuri intelectuale din acea vreme, constituit în jurul filosofului Petre Țuțea, redutabil oponent al regimului comunist. Este apropiat de personalități culturale ca Ioan Alexandru, Dumitru Stăniloae, Ernest Bernea, George Munteanu ș.a.
Organizează dezbateri și colocvii, promovând teme și subiecte din operele unor autori interziși sau cenzurați în perioada comunistă: Nicolae Iorga, Nae Ionescu, Mircea Vulcănescu, Mircea Eliade, Dumitru Stăniloae, Ernest Bernea, Emil Cioran, Petre Țuțea ș.a. 
În anii 1988-1989 este arestat și interogat în mai multe rânduri, fiind învinuit de „propagandă creștină, ostilă ideologiei marxist-leniniste“, principala acuzație fiind aceea de discipol al gânditorului Petre Țuțea. În pofida presiunilor și amenințărilor, refuză să colaboreze cu securitatea și nu semnează nici un angajament de acest tip.
În cotidianul „Evenimentul Zilei” din 13 aprilie 2016 se arată că, în 1999, cotidianul „Atac la Persoană” a publicat pe prima pagină în facsimil acordul de colaborare semnat de Munteanu cu Securitatea în septembrie 1988.

### Revoluția din Decembrie 1989
A participat la Revoluția română din 1989, în București.
A fost unul dintre primii membri ai Asociației “21 Decembrie”, alături de Lucian Mihai, Dragoș Pâslaru s.a., participanți activi în prima zi a Revoluției din Decembrie 1989 în București. Nu este implicat în nici un fel în actuala activitate a asociației cu acest nume, a cărei componență (și, mai ales, reprezentare publică) diferă radical de asociația constituită în Decembrie 1989.
Nu a acceptat și nu deține “certificat de revoluționar”, declarându-și public dezacordul față de practica autorităților post-decembriste de a acorda privilegii unui număr mare de persoane ca “recompensă” pentru participarea (de multe ori incertă) la revolta populară din decembrie 1989.

### Liga Studenților (1989-1991)
În 23 decembrie 1989 înființează asociația națională “Liga Studenților”, al cărei președinte a fost până la terminarea studiilor (1991).
În această calitate, organizează numeroase acțiuni civice, militând pentru reconstrucția societății românești, promovarea valorilor democratice și a statului de drept, apărarea libertăților și drepturilor cetățenești.
A fost principalul coordonator al demonstrației din Piața Universității (aprilie-mai 1990) și al grevei naționale studențești din decembrie 1990.
Din martie 1991 este președinte de onoare al Ligii Studenților.

### Piața Universității (1990)
A fost inițiatorul și coordonatorul demonstrației studențești din Piața Universității, căreia i-a imprimat un caracter pașnic, non-violent, Marian Munteanu fiind principalul promotor al non-violenței ca atitudine civică în România postdecembristă.
A fost cel mai proeminent lider al protestelor anti-comuniste din 1990, terminate în mod violent prin intervenția minerilor sub guvernarea lui Petre Roman și președintia lui Ion Iliescu.
Cu privire la Piața Universității scriitorul Eugen Ionesco declara: “Deșteaptă-te Române este un cântec vechi, însă adevărata deșteptare s-a produs acum. Cred că tinerii din Piața Universității, cu Marian Munteanu în frunte, sunt adevărații eroi. Au vrut libertate și o vor încă, au vrut sinceritate. N-au spus decât adevărul. Ei sunt, cum zice francezul, «en quete de la liberté», în căutarea libertății și au s-o găsească. Eu sunt alături de ei. Am spus de multe ori că uitasem de România de-atâta vreme de când sunt aici; acum însă mi-am recâștigat o inimă de român… Acolo, în România, n-au «jucat», acolo oamenii au trăit și au murit. Și mai știu că în Piață nu s-a propagat violența, ci dimpotrivă. Marian Munteanu a cerut discuții libere, adevăr.”
Receptat de către puterea politică din acea vreme ca o posibilă amenințare datorită popularității și simpatiei câștigate în timpul demonstrației “Piața Universității”, a fost arestat în zorii zilei de 13 iunie 1990, eliberat după-amiază și apoi sechestrat și bătut cu brutalitate în dimineața de 14 iunie 1990 în sediul Universității de către minerii coordonați de forțele de ordine și reprezentanții conducerii statului. A fost transportat în stare gravă la spital (moarte clinică). După numai 4 zile a fost din nou arestat abuziv și deținut politic la penitenciarul Jilava. A fost eliberat după două luni de detenție, în urma presiunilor naționale și internaționale (personalități politice și reprezentanți ai unor prestigioase organizații internaționale au generat o puternică reacție internatională), iar în țară, pentru eliberarea sa au demonstrat pașnic sute de mii de oameni în București (“marșul alb” din 13 iulie 1990) și principalele orașe ale țării.

### Alianța Civică (1990)
În decembrie 1990 participă la fondarea Alianței Civice, fiind ales primul președinte al alianței. La scurt timp, însă, fiind în dezacord cu majoritatea membrilor consiliului de conducere (dominat de GDS), a demisionat din funcția de președinte și, după alte câteva luni, s-a retras din Alianța Civică. Ulterior, Alianța Civică s-a transformat în partid și a devenit o anexă a sistemului politic, dispărând practic din viața publică.

### Mișcarea pentru România(1992-1995)
După adoptarea noii constituții a României (noiembrie 1991), Munteanu a înființat organizația cultural-politică de tineret “Mișcarea pentru România”, de orientare național-democrată, care a avut însă o perioadă scurtă de activitate (1992-1995).
Mișcarea propunea un program de selecție și pregătire a tinerilor pentru sprijinirea procesului de împrospătare a clasei politice, considerând drept criterii de promovare competența și profesionalismul. Unul din obiectivele formațiunii era înființarea, în viitor, a unui partid politic de orientare național-democrată (doctrină formulată și propusă de Marian Munteanu, plecând de la modelul lansat de Nicolae Iorga și cu influențe din practica unor partide occidentale - partidul francez “Adunarea pentru Republică” și alte partide creștin-democrate).
Un element inedit (dar criticat de politicienii vremii ca "elitist" și chiar "extremist") este introducerea examenului de competență politică pentru înscrierea în Mișcare. Singurii lideri marcanți care tratează cu înțelegere și salută apariția noii formațiuni sunt - nu întâmplător - doi venerabili oameni politici: Corneliu Coposu și Alexandru Bârlădeanu, atitudinea acestora rămânând o excepție în contextul elitei politice din acea vreme.
Urmează rapid o dură campanie de denigrare, bine instrumentată. Devenise evident că inițiativa asociației era respinsă de majoritatea partidelor care, lipsite de o bază electorală în rândurile tineretului, vedeau ridicându-se un competitor ce putea deveni în viitor un adversar redutabil. Se merge până la acuzația oficială de "extremism" politic și se cer anchete din partea organelor statului. SRI și Procuratura Generală sunt sesizate de președintele Iliescu și de alți lideri politici. Deși rezultatul anchetelor demonstrează clar că nu exista nici cea mai vagă urmă de "extremism", era târziu. Partidele obținuseră ceea ce urmăriseră de la început: aplicarea unei etichete greu de dezlipit și inducerea unei doze de neîncredere în opinia publică, internă și, mai ales, din străinătate.
Lipsită de posibilitatea de a se adresa opiniei publice, accesul fiindu-i interzis, practic, în mass-media, lipsită de posibilități materiale (majoritatea membrilor erau studenți sau proaspăt absolvenți, fără surse semnificative de venit), asociația își încetează activitatea în 1995.

### Dialogul economico-social (1995-2006)
După patru ani de activitate în domeniul economic (1995-1999) Marian Munteanu este ales vicepreședinte al Confederației Naționale a Patronatului Român (CNPR), organizație pe care o reprezintă (1999-2006) în cadrul Comisiilor tripartite de Dialog Social (Guvern-Patronat-Sindicate) de pe lângă Ministerul Educației, Ministerul Culturii și Ministerul Muncii. În această calitate reprezintă România, în 2000, la Congresul Internațional al Muncii de la Geneva. În 2000 a fost ales vicepreședinte al Uniunii Generale a Industriașilor din România (UGIR); a fost delegat la Congresul Internațional al Întreprinzătorilor și Industriașilor (Vilnius, 2000 și Moscova, 2001) și membru al Consiliului CIII.

### Liga Culturală a Românilor de Pretutindeni (2000-prezent)
Din anul 2000 participă la activitățile Ligii Culturale a Românilor de Pretutindeni, fiind prezent la numeroase manifestări dedicate promovării valorilor culturale. Este ales, în 2002, prim-vicepreședinte al acestei organizații culturale.

### Fundația Euxinus (2003-prezent)
În iunie 2003 pune bazele fundației “Euxinus”, ONG cu activități culturale și umanitare. Participă la acțiuni de promovare a valorilor morale și la dialogul interconfesional laic pe plan internațional.

## Activitate politică
În perioada dictaturii comuniste a fost înscris, formal, în organizațiile politice de masă din sistemul de învățământ (1970-1989). A fost membru al organizațiilor de tineret (Organizația Pionierilor, Uniunea Tineretului Comunist, Asociația Studenților Comuniști) din care făceau parte imensa majoritate a tinerilor din România acelor ani. Colegii de an l-au ales reprezentant ASC al anului său de studiu (echivalentul actualilor “șefi de an”).  În anul II de facultate, la propunerea profesorilor săi (încheiase anul I cu media 9,87), a devenit membru al organizației de partid a Facultății de Filologie, o condiție obligatorie atunci pentru continuarea carierei universitare. Nu a deținut funcții în PCR.

### Mișcarea pentru România (1992-1995)
Prima inițiativă politică a lui Marian Munteanu, în contextul legislativ creat prin adoptarea Constituției din 1991, este legată de organizația cultural-politică de tineret “Mișcarea pentru România” (vezi cap. "Activități civice"), al cărei obiectiv era înființarea unui partid politic de orientare național-democrată (doctrină formulată și propusă de Marian Munteanu, plecând de la modelul lansat de Nicolae Iorga și cu influențe din practica unor partide occidentale - partidul francez “Adunarea pentru Republică” și alte partide creștin-democrate). Inițiativa a rămas, însă, la stadiul de proiect ca urmare a campaniei masive de discreditare la care asociația a fost supusă încă de la înființare cât și din cauza lipsei resurselor materiale necesare unei asemenea construcții instituționale.

### PUNR - Alianța Națională (august-septembrie 2000)
În anul 2000, Marian Munteanu se află din nou pe punctul de a intra în viața politică, cel care îi propune o asemenea implicare fiind Mircea Druc, fost prim ministru al Republicii Moldova, la acea dată președinte al Consiliului Național al Partidului Unității Naționale Române (PUNR). Acesta îi propune să candideze la președinția României, asigurându-l de sprijinul politic al PUNR, propunere confirmată apoi de întreaga conducere a partidului (președinte fiind, la acea dată, Valeriu Tabără). 
Munteanu elaborează o platformă politică ce propunea, printre altele, regenerarea și revitalizarea clasei politice prin promovarea noii generații de specialiști formați după 1989, declarând public că, în situația în care congresul partidului își va însuși acest proiect, se va înscrie în PUNR și va candida pe listele acestui partid, cu intenția de a participa la edificarea unei noi construcții politice.
La scurt timp, PUNR înființează Alianța Națională, formațiune rezultată din unirea PUNR cu Partidul Național Român (președinte Virgil Măgureanu). Deși congresul alianței acceptă inițial proiectul de program elaborat de Marian Munteanu, conducerea executivă îi exclude pe toti candidații tineri de pe listele electorale pentru alegerile parlamentare.
În aceste condiții, Munteanu refuză înscrierea în partid, își retrage candidatura și nu participă la alegeri. 
Alianța Națională obține un scor electoral nesatisfăcător (1%) și se autodizolvă, principalii lideri (Valeriu Tabără, Mircea Druc, Dorin Iacob ș.a.) intrând în Partidul Democrat condus de Traian Băsescu.

### PNL (2016)
Marian Munteanu a fost propus drept candidat la Primăria Municipiului București al Partidului Național Liberal, dar s-a retras în urma criticilor. De exemplu, Nicolae Manolescu îl acuzase de declarații pro-legionare fățișe.

### Alianța Noastră România (2016)
Munteanu a fondat partidul Alianța Noastră România, un partid naționalist.

## Activitate economică
Marian Munteanu a înființat, în 1995, o agenție de resurse umane, în cadrul căreia a lucrat, în perioada 1995-1999, ca manager și consultant. În perioada 1995-2000 a mai făcut parte din acționariatul câtorva IMM-uri cu activități în domeniile editură, consultanță, marketing, publicitate și construcții. Începând cu anul 2000 se retrage treptat din activitatea economică, cesionând majoritatea acțiunilor deținute.  Nici una din aceste societăți nu a contractat credite neperformante, nu a preluat active sau acțiuni ale unor întreprinderi de stat, nu a derulat contracte cu firme de stat și nu a beneficiat de finanțări (interne sau externe).

## Critici
În octombrie 2016, CNSAS a publicat documentul în care arată că Marian Munteanu a semnat un Angajament cu Securitatea, a scris note informative și a semnat chitanțele în baza cărora Securitatea îi retribuia notele informative.
În același timp, CNSAS a stabilit că Munteanu nu a făcut poliție politică.

## Lucrări publicate

### Volume, studii, dialoguri (selectiv)
Cântecul poporan din Muscel (coautor, alături de Alexandru I. Amzulescu), Editura Valahia, 2010.
Folclorul detenției. Formele privării de libertate în literatura poporană. Studiu, tipologie, antologie de texte și glosar, Editura Valahia, 2007-2008.
Poezia rezistenței, Editura Clio, București, 1999. Studiu critic de istorie a literaturii.
"Ortodoxia este viitorul omenirii". Sfaturi și îndemnuri către tineri adresate de Părintele Stăniloae într-o convorbire cu Marian Munteanu, Editura Valahia, 2000.
Revoluție și restaurație - studiu publicat în serial în ziarul Ziua în perioada decembrie 2001 - ianuarie 2002

### Ediții îngrijite, prefețe, studii (selectiv)
• Tache Papahagi, Antologie aromânească, Editura Scrisul Românesc, Craiova, 2008
• Nicolae Iorga, Caracterul comun al instituțiilor din Sud-Estul Europei,  Editura Valahia, București, 2008 (ediție îngrijită)
• Dionisie Fotino, Istoria Daciei, Editura Valahia, București, 2008 (ediție îngrijită)
• *** CERC - Cercetări Etnologice Românești Contemporane, Revistă de etnologie, 2005 - 2008 (ediții îngrijite)
• Dr. Dragoș Nicolescu, Morala medicului (Tratat de etică medicală), Editura Valahia, București, 2006 (ediție îngrijită)
• Prea Fericitul Teoctist, Patriarhul românilor de pretutindeni, Euxinus, 2005
• Gavrilă Filichi, Ziua a cincisprezecea (15 noiembrie 1987, Brașov, România. O mărturie), Lamura, București, 1994 (ediție îngrijită)
• Petre Țuțea, Între Dumnezeu și neamul meu, Fundația Anastasia, Editura Arta Grafică, București, 1992